# Ahola Transport
Ahola Transport är en av de större privatägda transportkoncernerna i Norden och utför landsvägstransporter för industri och handel inom de nordiska och  baltiska länderna, samt kontinentala Europa.
Huvudkontoret finns i Karleby i Finland. Företaget har också kontor i Warszawa, samt transportlinkar i Nådendal (Finland), Nykvarn i Sverige samt i Tallinn i Estland.
Företaget har specialiserat sig på direkttransporter och ett flexibelt arbetssätt. Man har till exempel inga fasta rutter utan utför dynamisk kundanpassad planering. Ahola Transport har också utvecklat egna IT-verktyg för att stöda detta sätt att arbeta.
I Koncernen ingår även Ahola Special (utför specialtransporter samt projekttransporter)  samt Ahola Digital (digitala lösningar och applikationer för logistikbehov) .